# 莱桑岛

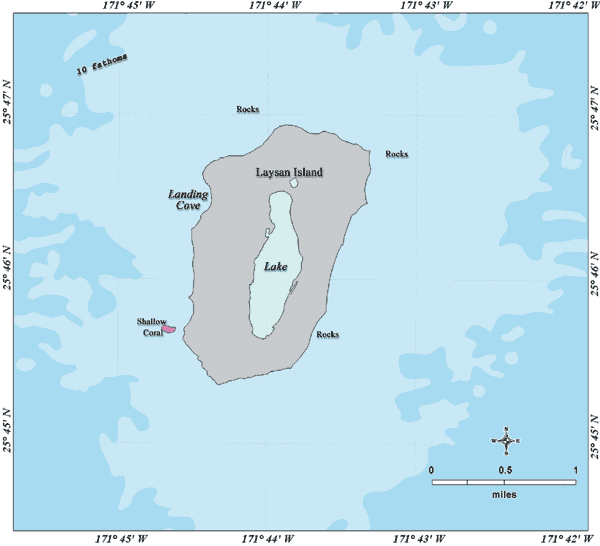
莱桑岛等深線圖

莱桑岛（英語： /ˈlaɪsɑːn/；夏威夷語： [kɐwˈoː]；或稱列山島、來散島、雷仙島、萊島）是西北夏威夷群島當中的一座島嶼，面積約4.11平方公里，最長距離約3公里，最寬處約2公里，名義上也屬於一座環礁，不過中央其實是座比海平面高出2.4公尺的鹹水池，鹽度比太平洋高約3倍。

## 命名

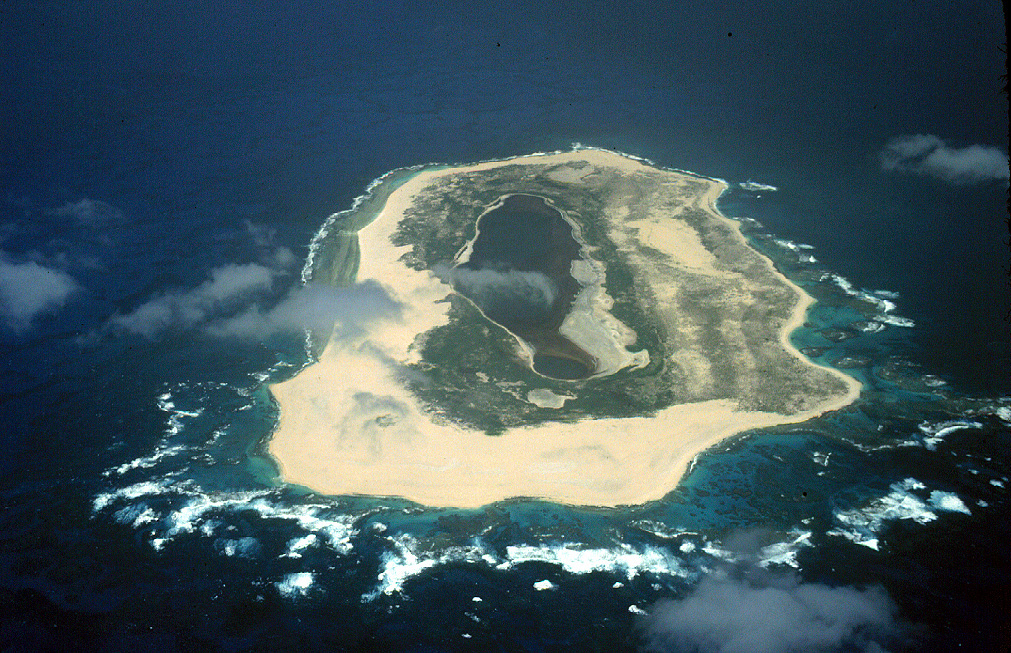
自北方鳥瞰莱桑岛

夏威夷语：意為「蛋」。

## 地理
莱桑岛是西北夏威夷群島陸地面積第二者，僅次於中途島，由珊瑚造礁和地質抬升。

## 歷史
1857年，帕蒂船長（約翰·亨利·帕蒂之父）將該島納入夏威夷王國轄下。

## 生態

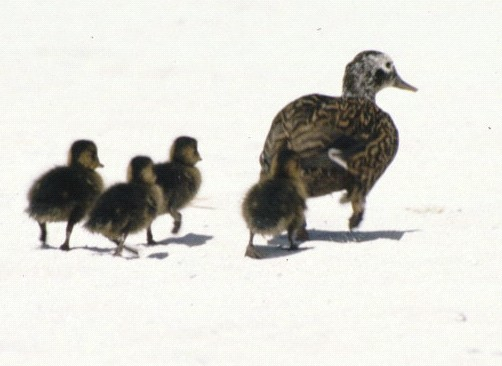
列山島野鴨

- 特有種萊桑島燕雀（英语：Laysan finch），Telespiza cantans
- 特有種列山島野鴨，Anas laysanensis
- 近乎特有種黑背信天翁，Phoebastria immutabilis
- 黑脚信天翁，Phoebastria nigripes
- 短尾信天翁，Phoebastria albatrus
- 小军舰鸟，Fregata minor
- 白斑军舰鸟，Fregata ariel
- 白玄鸥，Gygis alba
- 乌燕鸥，Onychoprion fuscatus
- 灰背燕鷗（英语：Spectacled tern），Onychoprion lunata
- 鬃腿杓鷸（英语：Bristle-thighed curlew），Numenius tahitiensis
- 太平洋金斑鴴，Pluvialis fulva
- 黑剪水鸌（英语：Christmas shearwater），Puffinus nativitatis
- 紅尾熱帶鳥，Phaethon rubricauda rothschildi
- 玄燕鷗，Anous stolidus
- 黑玄燕鷗，Anous minutus melangogenys
- 蓝脸鲣鸟，Sula dactylatra
- 白腹鰹鳥，Sula leucogaster
- 红脚鲣鸟，Sula sula rubripes
- 白额圆尾鹱，Pterodroma hypoleuca

### 已滅絕
- 特有種雷仙島秧雞，Porzana palmeri
- 特有種萊桑島旋蜜雀（英语：Laysan honeycreeper），Himatione fraithii
- 特有種萊桑島葦鶯（英语：Laysan millerbird），Acrocephalus familiaris familiaris
- 萊桑島髯鬚夜蛾（英语：Laysan dropseed noctuid moth），Hypena laysanensis
- 雷仙岛夜蛾，Agrotis laysanensis
- 萊桑島地虎（英语：Procellaris grotis noctuid moth），Agrotis procellaris
- 萊桑島象鼻蟲（英语：Laysan weevil），Oedemasylus laysanensis